# مؤتمر القوى الناشئة الجديدة
مؤتمر القوى الناشئة الجديدة (بالإنجليزية: Conference of the New Emerging Forces، وتعرف اختصارًا: CONEFO) كان جهدًا قام به الرئيس سوكارنو رئيس إندونيسيا لإنشاء كتلة جديدة من «الدول الناشئة» التي ستكون مركزًا بديلًا للأمم المتحدة و«القوى القديمة الثابتة»، وهي فئة شمل فيها سوكارنو كل من الولايات المتحدة والاتحاد السوفيتي. كان الغرض منه هو البناء على تراث مؤتمر باندونغ لعام 1955م وتأكيد مصالح العالم الثالث وموقف محايد تجاه الحرب الباردة.
لاستضافة مؤتمر القوى الناشئة الجديدة أنشأت إندونيسيا مجمعًا جديدًا للمباني في جاكرتا بمساعدة مالية من بين دول أخرى كالجمهورية العربية المتحدة وجمهورية الصين الشعبية. لم ينعقد المؤتمر المجمع الآن مقر للبرلمان الوطني الإندونيسي.
تم تأسيس مؤتمر القوى الناشئة الجديدة رسميًا في 7 يناير 1965، بعد أن اعترضت حكومة سوكارنو على أن تصبح ماليزيا عضوًا غير دائم في مجلس الأمن التابع للأمم المتحدة في وقت أعلنت فيه إندونيسيا نزاعًا منخفض المستوى يسمى «المواجهة» ضد ماليزيا. أعلن سوكارنو الغاضب أن إندونيسيا ستغادر الأمم المتحدة وستشكل منظمة عالمية منافسة. وقد اتخذ خطوات مماثلة في عام 1963 عندما أنشأ ألعاب القوى الناشئة الجديدة كبديل للألعاب الأولمبية.
تم حل مؤتمر القوى الناشئة الجديدة في 11 أغسطس 1966 من قبل الجنرال سوهارتو الذي أطاح بحكم الواقع سوكارنو كزعيم إندونيسيا.

## الدول الأعضاء
- إندونيسيا
- جمهورية الصين الشعبية
- كوريا الشمالية
- شمال فيتنام

### المراقبين
- الاتحاد السوفياتي
- جمهورية كوبا
- جمهورية يوغوسلافيا الاتحادية الاشتراكية
- الجمهورية العربية المتحدة
- منظمة التحرير الفلسطينية